# Corriol (Osona)
Corriol és una masia amb elements barrocs a mig quilòmetre al nord del nucli de Rupit (Osona) inclosa a l'Inventari del Patrimoni Arquitectònic de Catalunya.

## Arquitectura
Masia de planta rectangular coberta a dues vessants, amb el carener perpendicular a la façana, i amb dues torres que s'adossen a tramuntana que estan cobertes de forma piramidal. La façana de migdia presenta tres pisos de galeries d'arc rebaixat sostinguts per pilars, a la planta n'hi ha cinc, i al primer pis tres arcs i dos balcons que els flanquegen. Al segon pis s'obre una galeria de cinc arcs i finestres al damunt. A ponent hi ha diverses obertures i un portal adovellat a la planta i finestres i balcons als pisos. A l'extrem esquerre, en el cos corresponent a la torre, s'hi obre un portal rectangular i diverses finestres als pisos. La part de llevant també hi ha diverses finestres i un portal a la planta de la torre. A tramuntana sobresurten als extrems cossos de la torre i al centre hi ha un cos de planta baixa que es recolza en el cos principal. En aquest indret hi ha una font que duu la data de 1906. Altres dates que apareixen a l'edifici son:
- Porta, 1860.
- Arcs de la planta baixa, 1791.
- Porta principal sota porxos, 1749.
- Pilastres part baixa "ANY 1767 7bre".

La masoveria és un edifici cobert a dues vessants amb el carener paral·lel a la façana orientada vers migdia, on s'obre un petit portal rectangular. A la part dreta s'hi annexiona un cos de construcció més recent. En una de les llindes d'aquest cos s'inscriu: "1830 Joan Corriol". Al sector de llevant, prop de les hortes, s'hi annexiona un cos cobert a una vessant amb dos portals a la planta i finestres al primer pis i flanquejant aquest n'hi ha un altre cobert a una vessant però perpendicular al primer amb un portal amb llinda de fusta i la data 1733. L'estructura arquitectònica del conjunt és complexa, ja que amb el temps s'hi han anat afegint cossos annexos.

## Història
Antiga masia que es troba registrada en els fogatges de 1553 on consta un tal "Bertomeu Corriol Balle" dins del terme de Rupit. La casa fou modificada i ampliada els segles XVIII-XIX donant-li l'estructura actual. Fou propietat de la família dels industrials Puget establerts a Manlleu, al mateix Puget que Josep Pla va immortalitzar en l'obra "Un senyor de Barcelona". La casa conserva un oratori intern, una bonica col·lecció d'esquelles al porxo i una noble col·lecció de ceràmica. La primavera del 1988 fou venuda a uns senyors de Tona, Srs. Terricabres.